# 烏頭
烏頭（學名：Aconitum carmichaelii），又名土附子、斷腸、苦烏喙、奚毒、雞毒、莨、毒公、獨白草、草烏，是烏頭屬的一種多年生直立草本，根部含有烏頭鹼、中烏頭鹼、次烏頭鹼，有劇毒。它分布於北半球溫帶，在英國等西方國家用作觀賞植物培育，在中國其子根附子是一味中藥。
其高度可達兩米，開紫色或淡藍色花，雌雄同體，無臭。

## 外部連接
- . Germplasm Resources Information Network (GRIN). USDA.
- Aconitum carmichaelii Debx. Medicinal Plant Images Database (School of Chinese Medicine, Hong Kong Baptist University) （繁體中文） （英文）
- 烏頭 （页面存档备份，存于） 藥用植物圖像數據庫 (香港浸會大學中醫藥學院) （中文）（英文）
- 川烏 中藥材圖像數據庫  (香港浸會大學中醫藥學院) （中文）（英文）
- 附子 中藥材圖像數據庫  (香港浸會大學中醫藥學院) （中文）（英文）
- 草烏 中藥材圖像數據庫  (香港浸會大學中醫藥學院) （中文）（英文）